# Patras
Patras (en griego: Πάτρα, griego antiguo Πάτραι Pátrai, latín Patrae) es la tercera ciudad más  importante y poblada de Grecia con una población de 250 000 habitantes en su área metropolitana. Es el mayor centro político, económico, administrativo y cultural del oeste de Grecia y de la península del Peloponeso. Su historia abarca cuatro milenios. En el periodo romano se convirtió en un centro cosmopolita del Mediterráneo oriental. Es la sede de la Universidad de Patras.
La ciudad es la capital de la unidad periférica de Acaya y de la periferia de Grecia Occidental y está situada al pie del monte Panajaicós, que domina el golfo de Patras, en una ensenada del mar Jónico. Patras tiene una gran significado dentro de la cristiandad por ser el lugar donde de acuerdo con la tradición cristiana San Andrés sufrió martirio. En la ciudad coexisten las religiones Ortodoxa, Católica y Anglicana.
Patras está considerada como la Puerta del Oeste de Grecia, un título que está justificado por su papel como centro comercial internacional, mientras que la actividad de su concurrido puerto le confiere gran importancia para el comercio y la comunicación con Italia y el resto de Europa occidental. La ciudad tiene dos universidades públicas y un instituto tecnológico, con una gran población estudiantil, lo que convierte a Patras en un importante centro científico y tecnológico en el ámbito de la educación universitaria. Patras tiene renombre por su carnaval, cuyas características principales son carrozas satíricas de gran tamaño y unas extravagantes pelotas y desfiles. Los veranos, aunque húmedos, son relativamente frescos y los inviernos muy templados.
Se conoce a la ciudad por el apoyo que da a una escena cultural local, particularmente activa en las artes interpretativas y una literatura urbana moderna. Fue Capital Europea de la Cultura en 2006.

## Toponimia
La explicación más común dada para el nombre de Patras es la mitológica, de "Patreo" el nombre del legendario fundador de la ciudad. Sin embargo, en griego, la palabra Patra está etimológicamente relacionada con la palabra Patrís, que significa patria. Se ha dicho que el mito de la fundación fue creado después del nombre y no al contrario.

## Geografía
Patras está situada a 215 km al oeste de Atenas por carretera, a 94 km al noreste de Pirgos, a 7 km al sur de Río, a 134 km al oeste de Corinto, a 77 km al noroeste de Kalavryta, y a 144 km al noroeste de Trípoli.
La geografía ha tenido un papel importante en la configuración de la ciudad moderna. La tierra baja, que está adyacente al mar y los terrenos situados entre los estuarios de los ríos Glafkos y Haradros, estaba originalmente formada por la tierra trasladada por los ríos y los pantanos desecados. En la época contemporánea la tierra baja es el área de la parte baja de la ciudad y las instalaciones del puerto. Adyacente a la parte baja de la ciudad, en la meseta al pie del monte Panachaikon, está la ciudad vieja, construida alrededor de la acrópolis desde la Antigüedad. Como consecuencia de eso, la ciudad se divide en parte alta y baja debido a su situación en el curso del río que desciende del monte Panachaikon.

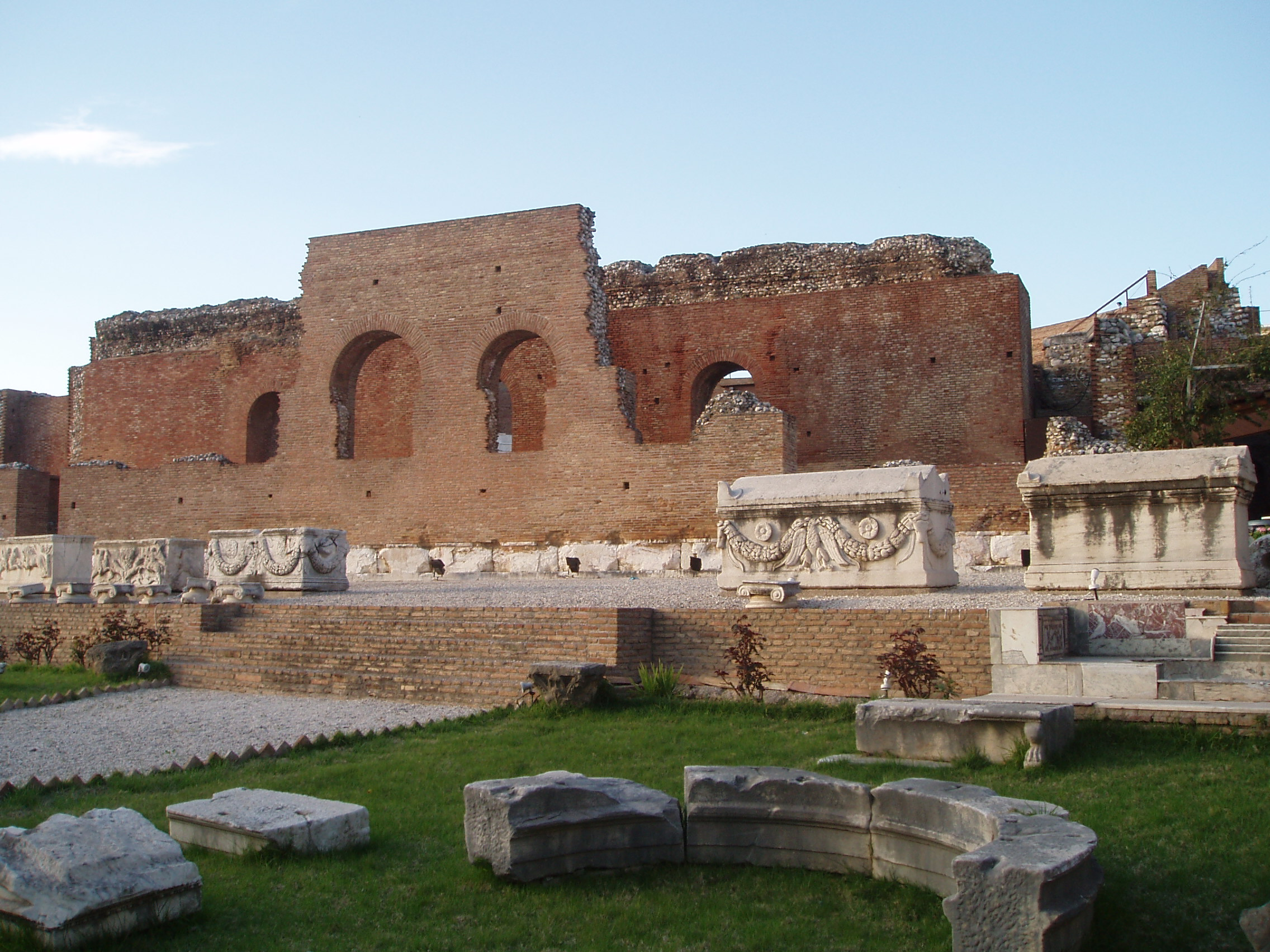
Restos arqueológicos del odeón romano.

El río más grande de la zona es el Glafkos, que fluye al sur de Patras. Las fuentes del río está en el monte Panacaico, y su agua, desde 1925, es embalsada en una presa cerca de la población de Souli, y bombeada para suministrar energía a la primera central hidroeléctrica del país. También se utiliza el agua para regar las huertas de Eglykas y para suministrar agua potable a la ciudad. Otros cursos de agua fluviales son el río Haradros, el río Meilichos y el torrente de montaña Diakoniaris de gran importancia en la diversidad biológica del área y en la preservación de su clima, además del estanque de Agyia, un pequeño ecosistema acuático costero de 30 hectáreas localizado en el norte de la ciudad. Extrañamente existe un elevado nivel de biodiversidad en una zona densamente poblada y relativamente árida, con cerca de 90 especies de aves que han sido observadas a inicios de los años 1990 de acuerdo con estudios realizados por la Oficina de Patras de la Sociedad Ornitológica de Grecia.
Una importante característica geofísica de la región es su elevada sismicidad que ha sido documentada desde tiempos históricos y ha causado episodios frecuentes de destrucción tal como el ocurrido en 1995 cuando un sismo de 5 grados en la escala de Richter que tuvo como epicentro a Egio, una zona cercana a la ciudad. Las vecinas islas Jónicas han sufrido numerosos terremotos desde la antigüedad y que han causado, por ejemplo, la desaparición de la antigua ciudad aquea de Eliki.

### Clima
| Parámetros climáticos promedio de Patras (1955-1997) | Parámetros climáticos promedio de Patras (1955-1997) | Parámetros climáticos promedio de Patras (1955-1997) | Parámetros climáticos promedio de Patras (1955-1997) | Parámetros climáticos promedio de Patras (1955-1997) | Parámetros climáticos promedio de Patras (1955-1997) | Parámetros climáticos promedio de Patras (1955-1997) | Parámetros climáticos promedio de Patras (1955-1997) | Parámetros climáticos promedio de Patras (1955-1997) | Parámetros climáticos promedio de Patras (1955-1997) | Parámetros climáticos promedio de Patras (1955-1997) | Parámetros climáticos promedio de Patras (1955-1997) | Parámetros climáticos promedio de Patras (1955-1997) | Parámetros climáticos promedio de Patras (1955-1997) |
| Mes                                                  | Ene.                                                 | Feb.                                                 | Mar.                                                 | Abr.                                                 | May.                                                 | Jun.                                                 | Jul.                                                 | Ago.                                                 | Sep.                                                 | Oct.                                                 | Nov.                                                 | Dic.                                                 | Anual                                                |
| ---------------------------------------------------- | ---------------------------------------------------- | ---------------------------------------------------- | ---------------------------------------------------- | ---------------------------------------------------- | ---------------------------------------------------- | ---------------------------------------------------- | ---------------------------------------------------- | ---------------------------------------------------- | ---------------------------------------------------- | ---------------------------------------------------- | ---------------------------------------------------- | ---------------------------------------------------- | ---------------------------------------------------- |
| Temp. máx. media (°C)                                | 14.5                                                 | 15.0                                                 | 16.8                                                 | 19.7                                                 | 24.2                                                 | 28.0                                                 | 30.1                                                 | 30.9                                                 | 28.2                                                 | 24.1                                                 | 19.5                                                 | 16.1                                                 | 22.3                                                 |
| Temp. media (°C)                                     | 10.3                                                 | 10.7                                                 | 12.3                                                 | 15.0                                                 | 19.1                                                 | 22.7                                                 | 24.8                                                 | 25.3                                                 | 22.7                                                 | 18.9                                                 | 14.9                                                 | 11.9                                                 | 17.4                                                 |
| Temp. mín. media (°C)                                | 6.1                                                  | 6.4                                                  | 7.7                                                  | 10.2                                                 | 13.9                                                 | 17.4                                                 | 19.4                                                 | 19.6                                                 | 17.2                                                 | 13.8                                                 | 10.3                                                 | 7.6                                                  | 12.5                                                 |
| Lluvias (mm)                                         | 89.1                                                 | 81.7                                                 | 63.3                                                 | 47.8                                                 | 28.9                                                 | 7.5                                                  | 4.6                                                  | 5.2                                                  | 28.3                                                 | 72.2                                                 | 118.0                                                | 116.1                                                | 662.7                                                |
| Días de lluvias (≥ 1 mm)                             | 12.0                                                 | 10.6                                                 | 9.9                                                  | 8.4                                                  | 5.3                                                  | 2.2                                                  | 1.0                                                  | 1.0                                                  | 3.6                                                  | 7.8                                                  | 11.0                                                 | 13.2                                                 | 86                                                   |
| Fuente: Servicio Meteorológico National de Grecia    |                                                      |                                                      |                                                      |                                                      |                                                      |                                                      |                                                      |                                                      |                                                      |                                                      |                                                      |                                                      |                                                      |

## Ciudades hermanadas
- Ammochostos (Chipre)
- Ancona (Italia)
- Banja Luka (Bosnia y Herzegovina)
- Bari (Italia)
- Bydgoszcz (Polonia)
- Canterbury (Reino Unido)
- Chisináu (Moldavia)
- Craiova (Rumania)
- Gjirokastër (Albania)
- Limassol (Chipre)
- Regio de Calabria (Italia)
- Saint-Étienne (Francia)